# Caspar Neher
Rudolf Ludwig Caspar Neher, noto come Caspar Neher (Augusta, 11 aprile 1897 – Vienna, 30 giugno 1962), è stato uno scenografo e librettista tedesco.

## Biografia
Compagno di studi di Bertolt Brecht, con il quale condivise il destino professionale, partecipò alla prima guerra mondiale riportando gravi ferite: le sue azioni gli valsero una croce di ferro.
Si formò artisticamente all'Accademia delle belle arti di Monaco di Baviera e immediatamente dopo iniziò a lavorare con Jürgen Fehling, con il quale condivideva l'idea di spazio scenico privato di elementi non essenziali all'insegna di un espressionismo scenico di largo respiro, che evidenziasse solo quanto necessario.
La sua attività si dipanò per tutta la Germania: mentre seguitò le collaborazioni con Brecht, arricchì il suo curriculum lavorando come scenografo al Deutsches Theater diretto da Max Reinhardt, con Heinz Hilpert il quale riprese molti lavori di Brecht, fino a divenire lo scenografo capo del Grillo-Theater di Essen, dove disegnò le scene per otto opere e undici drammi.
I rapporti con Brecht, nel tempo, si assottigliarono, privandolo della possibilità di reclamare per l'utilizzo non consentito dei disegni realizzati anni prima per l'amco, che da più parti vennero riutilizzati.  
Neher, tuttavia, utilizzò i progetti discussi con Brecht anche dopo la morte del drammaturgo, come quando nel 1959 inscenò Santa Giovanna dei Macelli con Gustaf Gründgens.
La sua personale visione della messa in scena, che superava l'espressionismo per divenire quasi bozzetto, sketch, stilizzazione, fu di grande impatto nella storia del teatro successivo.